# Adriana Asti
Adriana Asti (Milà, Itàlia, 30 d'abril del 1933 - Roma, 31 de juliol de 2025) va ser una actriu italiana.

## Biografia
Al teatre, va fer Santa Joana de George Bernard Shaw, Els dies feliços de Samuel Beckett i d'altres; al cinema, Prima della rivoluzione (dirigida pel seu marit Bernardo Bertolucci), el 1964, Ludwig de Luchino Visconti, El fantasma de la llibertat de Luis Buñuel i La millor joventut de Marco Tullio Giordana
Va guanyar el premi Eleonora Duse el 1993 i altres importants distincions.
Va doblar les veus cinematogràfiques de Claudia Cardinale, Magali Noel, Stefania Sandrelli, Emmanuelle Riva i d'altres.
Va estar casada amb els directors Giorgio Ferrara i Bernardo Bertolucci.

## Filmografia
- Arrangiatevi!, dirigida per Mauro Bolognini (1959)
- Rocco e i suoi fratelli, dirigida per Luchino Visconti (1960)
- Accattone, dirigida per Pier Paolo Pasolini (1961)
- Prima della rivoluzione, dirigida per Bernardo Bertolucci (1964)
- Più tardi Claire, più tardi..., dirigida per Brunello Rondi (1968)
- I visionari, dirigida per Maurizio Ponzi (1968)
- Metti una sera a cena, dirigida per Giuseppe Patroni Griffi (1969)
- Homo Eroticus, dirigida per Marco Vicario (1971)
- Paese di mare, film TV, dirigida per Salvatore Nocita (1972)
- I Nicotera, miniserie TV, dirigida per Salvatore Nocita (1972)
- La schiava io ce l'ho e tu no, dirigida per Giorgio Capitani (1972)
- Le notti peccaminose di Pietro l'Aretino, dirigida per Manlio Scarpelli (1972)
- Ludwig, dirigida per Luchino Visconti (1972)
- Paolo il caldo, dirigida per Marco Vicario (1973)
- Una breve vacanza, dirigida per Vittorio De Sica (1973)
- La prova d'amore, dirigida per Tiziano Longo (1974)
- Nipoti miei diletti, dirigida per Franco Rossetti (1974)
- Il trafficone, dirigida per Bruno Corbucci (1974)
- Le fantôme de la liberté, dirigida per Luis Buñuel (1974)
- Conviene far bene l'amore, dirigida per Pasquale Festa Campanile (1975)
- El Zorro, dirigida per Duccio Tessari (1975)
- Un amore targato Forlì, dirigida per Riccardo Sesani (1976)
- Chi dice donna dice donna, dirigida per Tonino Cervi (1976)
- L'herència Ferramonti (L'eredità Ferramonti), dirigida per Mauro Bolognini (1976)
- Stato interessante, dirigida per Sergio Nasca (1977)
- Gran bollito, dirigida per Mauro Bolognini (1977)
- Maschio latino cercasi, dirigida per Giovanni Narzisi (1977)
- Caligola, dirigida per Tinto Brass (1979)
- Il petomane, dirigida per Pasquale Festa Campanile (1983)
- Il prete bello, dirigida per Carlo Mazzacurati (1989)
- Chimère, dirigida per Claire Devers (1989)
- Pasolini, un delitto italiano, dirigida per Marco Tullio Giordana (1995)
- Favola, film TV, dirigida per Fabrizio De Angelis (1996)
- Le cri de la soie, dirigida per Yvon Marciano (1996)
- Mange ta soupe, dirigida per Mathieu Amalric (1997)
- Una vita non violenta, dirigida per David Emmer (1999)
- Nag la bombe, dirigida per Jean-Louis Milesi (2000)
- Il buma, dirigida per Giovanni Massa (2002)
- Bimba - È clonata una stella, dirigida per Sabina Guzzanti (2002)
- La meglio gioventù, dirigida per Marco Tullio Giordana (2003)
- Quando sei nato non puoi più nasconderti, dirigida per Marco Tullio Giordana (2005)
- Mes parents chéris, film TV, dirigida per Philomène Esposito (2006)
- La pluie des prunes, film TV, dirigida per Frédéric Fisbach (2007)
- L'ultimo Pulcinella, dirigida per Maurizio Scaparro (2008)
- Impardonnables, dirigida per André Téchiné (2011)
- Pasolini, dirigida per Abel Ferrara (2014)